# Багрдан
Багрдан је насељено место града Јагодине у Поморавском округу. Од 1841. до педесетих година двадесетог века било је варошица и општински центар. Према попису из 2022. има 645 становника (према попису из 2011. било је 809 становника). Смештено је на левој обали Велике Мораве, на северном завршетку Багрданског теснаца, а на доњем току реке Осаонице која се у атару Багрдана улива у Велику Мораву.
Овде се налази Железничка станица Багрдан.

## Назив и историја
Река Осаоница дели ово насеље на два дела, која представљају некадашња одвојена села: Копривницу, у јагодинској нахији (српског села први пут поменутог 1381. години у повељи кнеза Лазара манастиру Раваници) и Деви Багрдан (Камиље појило), турску паланку у крагујевачкој нахији, коју први пут помиње путописац Јеротије Рачанин 1704. године. Граница ова два насеља и граница двеју нахија била је управо река Осаоница која данас протиче средином насеља. На карти Угарске, Mappa geographica novissima Regni Hungariae, Игнациа Милера, Багрдан је представљен као Деви Багрдан. Општина багрданска састојала се 1839. из села Багрдан и Ловци а на челу се налазио кмет Димитрије Ивановић са помоћницима Милојем Груићем и Данком Патковићем.
Варошица Багрдан и село Копривница се 1881. године спајају у једно насеље под именом Багрдан, али су трагови некадашњих различитости остали и данас уочљиви. Копривница је задржала своје име, своје гробље, своја сеоска славља и празнике, а Багрдан своја. Багрдан је постао варошица у срезу беличком округа моравског, указом од 22. фебруара 1892. године. Општина багрданска је по попису из 1931. године имала 1888 становника, док је сама варошица Багрдан имала 261 становника.
У Багрдану је 9. јануара 1919. године рођен Јован Милосављевић Јоца (1919-1941), студент медицине, члан Окружног комитета КПЈ за Јагодину и народни херој. Његово име данас носи основна школа у Багрдану, а његова спомен-биста налази се у дворишту нове школске зграде. Његова мајка била је Вида Милосављевић Кева.
Овде се налази Црква Светог архангела Гаврила. Овде је живео песник Живко Јевтић. Током 1891. године свештеник багрдански је био поп Новак Ристовић. Свештеник Љубисав Д. Поповић (1881-1966) написао је књигу „О Багрдану и Багрданци”.

## Галерија
- Зграда железничке станице у Багрдану
- Спомен-костурница
- Црквена порта храма Светог архангела Гаврила
- Спомен-чесма
- Спомен-плоча на чесми

## Демографија
У насељу Багрдан живе 743 пунолетна становника, а просечна старост становништва износи 44,8 година (44,5 код мушкараца и 45,0 код жена). У насељу има 350 домаћинстава, а просечан број чланова по домаћинству је 2,54.
Ово насеље је великим делом насељено Србима (према попису из 2002. године).
|  |

| Демографија | Демографија | Демографија |
| Година      | Становника  | Становника  |
| ----------- | ----------- | ----------- |
| 1931.       | 261         |             |
| 1948.       | 1.300       |             |
| 1953.       | 1.284       |             |
| 1961.       | 1.306       |             |
| 1971.       | 1.230       |             |
| 1981.       | 1.105       |             |
| 1991.       | 1.025       | 973         |
| 2002.       | 890         | 983         |
| 2011.       | 809         |             |
| 2022.       | 645         |             |

| Етнички састав према попису из 2002.‍ | Етнички састав према попису из 2002.‍ | Етнички састав према попису из 2002.‍ | Етнички састав према попису из 2002.‍ | Етнички састав према попису из 2002.‍ |
| ------------------------------------ | ------------------------------------ | ------------------------------------ | ------------------------------------ | ------------------------------------ |
|                                      |                                      |                                      |                                      |                                      |
| Срби                                 | Срби                                 |                                      | 889                                  | 99,88%                               |
| непознато                            | непознато                            |                                      | 0                                    | 0,0%                                 |

| Година пописа     | 1948. | 1953. | 1961. | 1971. | 1981. | 1991. | 2002. |
| ----------------- | ----- | ----- | ----- | ----- | ----- | ----- | ----- |
| Број домаћинстава | 320   | 324   | 379   | 392   | 373   | 354   | 350   |

| Број чланова      | 1  | 2   | 3  | 4  | 5  | 6  | 7 | 8 | 9 | 10 и више | Просек |
| ----------------- | -- | --- | -- | -- | -- | -- | - | - | - | --------- | ------ |
| Број домаћинстава | 96 | 108 | 65 | 46 | 17 | 15 | 1 | 2 | 0 | 0         | 2,54   |

| Пол    | Укупно | Неожењен/Неудата | Ожењен/Удата | Удовац/Удовица | Разведен/Разведена | Непознато |
| ------ | ------ | ---------------- | ------------ | -------------- | ------------------ | --------- |
| Мушки  | 372    | 100              | 230          | 22             | 20                 | 0         |
| Женски | 396    | 61               | 228          | 89             | 17                 | 1         |
| УКУПНО | 768    | 161              | 458          | 111            | 37                 | 1         |

| Пол    | Укупно                    | Пољопривреда, лов и шумарство | Рибарство                            | Вађење руде и камена | Прерађивачка индустрија       |
| ------ | ------------------------- | ----------------------------- | ------------------------------------ | -------------------- | ----------------------------- |
| Мушки  | 183                       | 13                            | 0                                    | 0                    | 64                            |
| Женски | 55                        | 10                            | 0                                    | 0                    | 12                            |
| УКУПНО | 238                       | 23                            | 0                                    | 0                    | 76                            |
| Пол    | Производња и снабдевање   | Грађевинарство                | Трговина                             | Хотели и ресторани   | Саобраћај, складиштење и везе |
| Мушки  | 3                         | 11                            | 15                                   | 5                    | 46                            |
| Женски | 0                         | 1                             | 5                                    | 2                    | 3                             |
| УКУПНО | 3                         | 12                            | 20                                   | 7                    | 49                            |
| Пол    | Финансијско посредовање   | Некретнине                    | Државна управа и одбрана             | Образовање           | Здравствени и социјални рад   |
| Мушки  | 1                         | 2                             | 9                                    | 8                    | 3                             |
| Женски | 1                         | 2                             | 1                                    | 9                    | 8                             |
| УКУПНО | 2                         | 4                             | 10                                   | 17                   | 11                            |
| Пол    | Остале услужне активности | Приватна домаћинства          | Екстериторијалне организације и тела | Непознато            | Непознато                     |
| Мушки  | 2                         | 1                             | 0                                    | 0                    | 0                             |
| Женски | 1                         | 0                             | 0                                    | 0                    | 0                             |
| УКУПНО | 3                         | 1                             | 0                                    | 0                    | 0                             |

## Значајне личности

### Рођени у Багрдану:
- Јован Јоца Милосављевић, народни херој
- Владета Ђурић, фудбалер, члан СК Југославија
- Живко Јевтић, књижевник